# لا نگریار
لا نگریار (به اسپانیایی: La Negrillar) یک منطقهٔ مسکونی در شیلی است که در استان آنتوفاگاستا واقع شده‌است. لا نگریار ۴٬۱۰۹ متر بالاتر از سطح دریا واقع شده‌است.